# Condado de Barton (Kansas)
O Condado de Barton é um dos 105 condados do estado americano de Kansas. A sede do condado é Great Bend, e sua maior cidade é Great Bend. O condado possui uma área de 2,332 km² (dos quais 17 km² estão cobertos por água), uma população de 28 205 habitantes, e uma densidade populacional de 12 hab/km² (segundo o censo nacional de 2000). O condado foi fundado em 26 de fevereiro de 1867.